# Landes
|  | Per a altres significats, vegeu «Landes (desambiguació)». |

Les Landes (Lanas en occità) és un departament francès a la regió de Nova Aquitània. La capital n'és Lo Mont de Marsan. El 2020 tenia 418.122 habitants.
Limita a l'oest amb l'oceà Atlàntic. Quan es va crear el 1789, entre un 60% i un 70% del departament eren coberts de landes humides que van donar-li el seu nom. El 1850 comptava entre 900.000 i un milió de xais que mantenien la vegetació típica de bruguera. La franja meridional de les Landes té un sòl més ric, amb boscs i terres de conreu.